# Natriumphosphate
Als Natriumphosphate werden zusammenfassend die Natriumsalze der (monomeren) Phosphorsäure H3PO4, der Metaphosphorsäuren (HPO3)n und der Polyphosphorsäuren Hn+2PnO3n+1 bezeichnet.
Die Natriumorthophosphate der monomeren (Ortho)Phosphorsäure unterteilen sich in
- Natriumdihydrogenphosphat (NaH2PO4, „Mononatriumphosphat“)
- Dinatriumhydrogenphosphat (Na2HPO4, „Dinatriumphosphat“)
- Natriumphosphat (Na3PO4, „Trinatriumphosphat“)

Sie sind in der Europäischen Union als Lebensmittelzusatzstoffe unter der gemeinsamen Nummer E 339 zugelassen.
Bei den Natriumisopolyphosphaten unterscheidet man Tetranatriumdiphosphat und Pentanatriumtriphosphat.
Durch Kondensation des Natriumdihydrogenphosphats entstehen höhermolekulare Natriumphosphate, die man auch als kondensierte Phosphate bezeichnet und in cyclische Vertreter (Natriummetaphosphate mit Ringen der Größe drei bis zehn) und kettenförmige Typen (Natriumpolyphosphate) unterteilen kann. Insbesondere für letztere sind eine Vielzahl von Bezeichnungen wie Schmelz- oder Glühphosphate in Gebrauch.
Wichtige höhermolekulare Natriumphosphate sind das kristalline wasserunlösliche Maddrellsche Salz, (NaPO3)x mit x >1000 nach dem britischen Chemiker Robert Maddrell, das bei 200–300 °C aus Natriumdihydrogenphosphat gewonnen werden kann. Dieses geht bei etwa 600 °C in das cyclische Natriumtrimetaphosphat Na3(PO3)3 über, das bei 620 °C schmilzt. Die abgeschreckte, glasige Schmelze ist je nach Reaktionsbedingungen das wasserlösliche Grahamsche Salz (NaPO3)40–50 (nach Thomas Graham) oder ein glasiges Produkt der Zusammensetzung (NaPO3)10–20. Für beide Produkte ist teilweise noch immer die irreführende Bezeichnung Natriumhexametaphosphat in Gebrauch. Diese Bezeichnung ist falsch, da auch letzteres meist ein Stoffgemisch ist. Das sogenannte Kurrolsche Salz, (NaPO3)n mit n ≈ 5000 nach dem estländischen Chemiker Julius Kurrol, entsteht ebenfalls aus der 600 °C heißen Schmelze des Maddrellschen Salzes, wenn diese für kurze Zeit bei etwa 500 °C belassen wird.